# Amy Nuttall
Amy Abigail Nuttall (Blackburn, 7 de junio de 1982) es una actriz y cantante británica conocida por su papel de Chloe Atkinson en la telenovela Emmerdale desde 2000 a 2005, y la sirvienta Ethel Parks en Downton Abbey.

## Primeros años
Nuttall nació en Blackburn, Lancashire. Fue educada en la Bury Grammar School, una escuela solo para niñas, y capacitada en el Tring Park School for the Performing Arts, una institución teatral. Debutó con la National Youth Music Theatre, en el papel protagónico de la Princesa Ismene en Aurelius en agosto de 1997.

## Carrera
Nuttall es acreditada como la actriz más joven en interpretar el papel de Christine en El fantasma de la ópera (a los 17 años), también ha cantado en el Royal Albert Hall, Royal Festival Hall y en Old Trafford y ha ganado una edición de Celebrity Stars in Their Eyes como Sarah Brightman.
Poco después de dejar Emmerdale Nuttall apareció en Notes from New York junto a Jon Lee y Julie Atherton. En 2005, lanzó su debut álbum Best Days y grabó los videoclips "Best Days", "No Greater Gift" y una versión de la clásica balada "Scarborough Fair". Best Days llegó al cuarto puesto en el UK classical chart y fue nominado a álbum del año en los Classical BRIT Awards 2006.
Ese mismo año, Nuttall participó en el programa de telerrealidad Celebrity Shark Bait, junto a Richard E Grant y Ruby Wax y apareció en Celebrate Oliver.
En otoño de 2005, Nuttall se fue de gira por Reino Unido con Eliza Doolittle en My Fair Lady con una acogida positiva. Compartió el papel con Lisa O'Hare. La gira comenzó el 5 de octubre de 2005 en el Palace Theatre en Manchester y acabó el 12 de agosto de 2006 en Cardiff. En octubre de 2006 hizo su debut en West End como la Hermana Sarah Brown en el musical Guys and Dolls en el Piccadilly Theatre junto a Don Johnson y Patrick Swayze.
En enero de 2007, Nuttall actuó en BBC Radio 2 en el Friday Night is Music Night y en mayo de ese año se unió a Boeing-Boeing junto a Patricia Hodge, Mark Rylance y Roger Allam. En octubre de 2007, Nuttall reemplazó a Kim Medcalf en la producción londinense Cabaret. En abril de 2008, Nuttall apareció en Hotel Babylon como Melanie Hughes, la nueva recepcionista del hotel.
En junio y julio de 2010, Nuttall hizo uno de los papeles protagónicos en The Hired Man. Ese mismo año hizo de Stella Kowalski en A Streetcar Named Desire y compartió el papel de Señora del Lago de Spamalot, el cual comenzó el 18 de octubre de 2010. Desde septiembre de 2011, Nuttall comenzó a aparecer en Downton Abbey como Ethel Parks.
En diciembre de 2011 apareció en Noises Off hasta marzo de 2012. El 14 de julio de 2011, Nuttall fue galardonada con un Grado Honorario de Doctora en Artes por la Universidad de Bolton. El 8 de junio de 2013 Nuttall protagonizó el Saturday Drama en BBC Radio 4. Hizo el papel se Abigail.

## Vida personal
Nuttall mantuvo una relación con la estrella de Emmerdale, Ben Freeman, por cuatro años. Se casó con el actor Andrew Buchan, el 8 de septiembre de 2012. Su primer hijo nació en 2015.

## Filmografía
| Año       | Título                   | Papel            | Notas                               |
| --------- | ------------------------ | ---------------- | ----------------------------------- |
| 2000–2005 | Emmerdale                | Chloe Atkinson   | Serie de televisión (113 episodios) |
| 2005      | Hotel Babylon            | Melanie Hughes   | Película de televisión              |
| 2008      | Moving On                | Toni             | Serie de televisión                 |
| 2009      | Hotel Babylon            | Melanie Hughes   | Serie de televisión (2 episodes)    |
| 2011–2012 | Downton Abbey            | Ethel Parks      | Serie de televisión (15 episodes)   |
| 2013      | By Any Means             | Hollie Goodridge | Serie de televisión                 |
| 2014      | The Musketeers           | Agnes            | Serie de televisión; "The Exiles"   |
| 2014      | The Keeping Room         | Moll             | Película                            |
| 2015      | Crimen en el paraíso     | Sal Tyler        | Serie de televisión; episodio 4.4   |
| 2015      | New Tricks               | Caitlin Standing | Serie de televisión (2 episodios)   |
| 2015      | Despite the Falling Snow | Maya             | Película                            |
| 2018      | My Husband's Double Life | Sabrina          | Película de televisión              |